# Gunnel Vallquist
 Gunnel Vallquist  (Estocolmo, 19 de junho de 1918 - 11 de janeiro de 2016) foi uma escritora, tradutora e crítica literária  sueca.

Foi membro da Academia Sueca desde 1982.

Escreveu ensaios literários e livros sobre o catolicismo contemporâneo. Traduziu a obra “Em busca do tempo perdido” de Marcel Proust para o sueco.

## Academia Sueca
Gunnel Vallquist ocupou a cadeira 13 da Academia Sueca, de 1982 a 2016.

## Obras da autora
- Något att leva för, 1956
- Giorgio La Pira: borgmästare och profet, 1957
- Ett bländande mörker, 1958
- Till dess dagen gryr: anteckningar 1950–1958, 1959
- Vägar till Gud, 1960
- Den oförstådda kärleken, 1961
- Helgonens svar, 1963
- Dagbok från Rom, 1964–66
- Kyrkor i uppbrott, 1968
- Följeslagare: [essayer], 1975
- Morgon och afton, 1976
- Sökare och siare: essayer, 1982
- Steg på vägen, 1983
- Helena Nyblom, 1987
- Katolska läroår: Uppsala-Paris-Rom, 1995
- Vad väntar vi egentligen på?: Texter om kristen enhet 1968–2002, 2002
- Texter i urval, 2008